# Zaza (film, 1913)
Pour les articles homonymes, voir Zaza.
 (juillet 2025).
Pour plus de détails, voir Fiche technique et Distribution.
Zaza est un film muet français réalisé par Adrien Caillard, sorti en 1913.

## Fiche technique
- Titre : Zaza
- Réalisation : Adrien Caillard
- Scénario : Pierre Berton et Charles Simon
- Pays d'origine : France
- Format : Muet - Noir et blanc  - 1,33:1 - 35 mm
- Métrage : 550 m
- Genre : Drame
- Date de sortie : 
  -  France - 16 mai 1913

## Distribution
- Maria Ventura : Zaza
- Georges Grand : Bernard Dufresne
- Jules Mondos: Cascar
- Germaine Dermoz
- Maria Fromet : la petite Dufresne